# Huskie Stadium
O Huskie Stadium é um estádio localizado em DeKalb, Illinois, Estados Unidos, possui capacidade total para 24.000 pessoas, é a casa do time de futebol americano universitário Northern Illinois Huskies football da Universidade do Norte de Illinois. O estádio foi inaugurado em 1965 em substituição ao Glidden Field e leva o nome do empresário James F. Edwards.